# Liga Femenina de Baloncesto de las Américas 2023
La edición 2023 de la Liga Femenina de Baloncesto de las Américas (oficialmente y en inglés Women's Basketball League Americas) fue la primera edición de la Liga Femenina de Baloncesto de las Américas. Contó con la participación de ocho clubes, de los cuales cuatro equipos representaron a Sudamérica y otros cuatro a la Región Centroamericana y del Caribe.

## Equipos participantes
| País                 | Equipo                   | Liga                                            |
| -------------------- | ------------------------ | ----------------------------------------------- |
| Argentina 1 equipo   | Obras Basket             | Liga Femenina de Básquetbol                     |
| Chile 1 equipo       | Universidad de Chile     | Liga Nacional Femenina de Básquetbol            |
| Colombia 1 equipo    | Indeportes Antioquia     | Liga Superior Femenina de Baloncesto            |
| El Salvador 1 equipo | Salvadoreñas BC          | Liga Mayor Femenina                             |
| México 2 equipos     | Centauros de Chihuahua   | Liga ABC MEX                                    |
| México 2 equipos     | Teporacas de Chihuahua   | Liga Mexicana de Baloncesto Profesional Femenil |
| Paraguay 1 equipo    | Club Félix Pérez Cardozo | Primera División de Baloncesto Femenino         |
| Uruguay 1 equipo     | Club Malvín              | Liga Femenina de Básquetbol                     |

## Formato de competencia
Los ocho clubes se dividieron en 2 grupos utilizando principios geográficos.
Después de la conclusión de la fase de grupos, los dos mejores equipos de cada grupo se clasificaron al Final Four, a disputarse los días 4 y 5 de noviembre de 2023.

## Primera ronda

### Grupo A
| Pos. | Equipo                 | Pts | PJ | PG | PP | PF  | PC  | Dif |
| ---- | ---------------------- | --- | -- | -- | -- | --- | --- | --- |
| 1°   | Indeportes Antioquia   | 5   | 3  | 2  | 1  | 237 | 213 | 24  |
| 2°   | Centauros de Chihuahua | 5   | 3  | 2  | 1  | 243 | 236 | 7   |
| 3°   | Salvadoreñas BC        | 4   | 3  | 1  | 2  | 265 | 277 | -21 |
| 4°   | Teporacas de Chihuahua | 4   | 3  | 1  | 2  | 247 | 257 | -10 |

|  | Clasificadas al Final Four. |

Todos los horarios son en hora de Chihuahua, México, UTC -06:00

| 15 de septiembre de 2023, 17:00 | Teporacas                                                                     | 79–76                | Indeportes                                                         | Chihuahua, México |  |
|                                 | Parciales: 10-18, 20-25, 29-16, 20-17                                         |                      |                                                                    | |  |
|                                 | Estadísticas Esperanza Delgado (21) Maribel Barzola (8) M. Ríos, S. Payán (3) | Reporte Pts Reb Asts | Estadísticas (21) Yuliany Paz (16) Yuliany Paz (11) Carolina López | Pabellón: Gimnasio Rodrigo M. Quevedo Árbitros: Carmelo De la Rosa Álvarez Edwin Quiles Rodríguez Leydys Castellón Baró |  |

| 15 de septiembre de 2023, 20:00 | Centauros                                                              | 95–89                | Salvadoreñas                                                         | Chihuahua, México                                                                                                 |  |
|                                 | Parciales: 18-20, 20-15, 22-27, 22-20 (T.E.: 13-7)                     |                      |                                                                      | |  |
|                                 | Estadísticas Kristen Spolyar (24) Kimberly Taylor (12) Carmen Saad (7) | Reporte Pts Reb Asts | Estadísticas (25) Donasja Scott (12) Waleska Pérez (9) Porsche Poole | Pabellón: Gimnasio Rodrigo M. Quevedo Árbitros: Orlando José Varela Díaz Yezid Valentine Carreño Pinzón Fei Xiang |  |

| 16 de septiembre de 2023, 17:00 | Indeportes                                                        | 89–68                | Salvadoreñas                                                             | Chihuahua, México |  |
|                                 | Parciales: 28–16, 26–16, 12–19, 23-17                             |                      |                                                                          | |  |
|                                 | Estadísticas Yuliany Paz (20) Diana Prens (14) Carolina López (6) | Reporte Pts Reb Asts | Estadísticas (24) Porsche Poole (8) Brandi Harvey-Carr (9) Porsche Poole | Pabellón: Gimnasio Rodrigo M. Quevedo Árbitros: Carmelo De la Rosa Álvarez Orlando José Varela Díaz Leydys Castellón Baró |  |

| 16 de septiembre de 2023, 20:00 | Centauros                                                                    | 82–75                | Teporacas                                                                     | Chihuahua, México                                                                                               |  |
|                                 | Parciales: 20-19, 19-15, 20-24, 23-17                                        |                      |                                                                               | |  |
|                                 | Estadísticas Destiny Pitts (28) Kimberly Taylor (11) K. Spolyar, C. Saad (9) | Reporte Pts Reb Asts | Estadísticas (18) E. Delgado, K. Jackson (8) Kamilah Jackson (7) Manuela Ríos | Pabellón: Gimnasio Rodrigo M. Quevedo Árbitros: Edwin Quiles Rodríguez Yezid Valentine Carreño Pinzón Fei Xiang |  |

| 17 de septiembre de 2023, 17:00 | Salvadoreñas                                                               | 99–93                | Teporacas                                                            | Chihuahua, México |  |
|                                 | Parciales: 13–23, 36–26, 30–22, 20-22                                      |                      |                                                                      | |  |
|                                 | Estadísticas Porsche Poole (26) Brandi Harvey-Carr (15) Porsche Poole (11) | Reporte Pts Reb Asts | Estadísticas (26) Manuela Ríos (12) Kamilah Jackson (9) Manuela Ríos | Pabellón: Gimnasio Rodrigo M. Quevedo Árbitros: < Carmelo De la Rosa Álvarez Yezid Valentine Carreño Pinzón Fei Xiang |  |

| 17 de septiembre de 2023, 20:00 | Centauros                                                           | 66–72                | Indeportes                                                               | Chihuahua, México |  |
|                                 | Parciales: 15-14, 26-27, 12-22, 13-9                                |                      |                                                                          | |  |
|                                 | Estadísticas Kristen Spolyar (23) Destiny Pitts (9) Carmen Saad (5) | Reporte Pts Reb Asts | Estadísticas (17) Mayra Caicedo (10) C. López, W. Coy (6) Carolina López | Pabellón: Gimnasio Rodrigo M. Quevedo Árbitros: Edwin Quiles Rodríguez Orlando José Varela Díaz Leydys Castellón Baró |  |

### Grupo B
| Pos. | Equipo                   | Pts | PJ | PG | PP | PF  | PC  | Dif |
| ---- | ------------------------ | --- | -- | -- | -- | --- | --- | --- |
| 1°   | Club Malvín              | 5   | 3  | 2  | 1  | 210 | 176 | 34  |
| 2°   | Universidad de Chile     | 5   | 3  | 2  | 1  | 186 | 197 | -11 |
| 3°   | Club Félix Pérez Cardozo | 4   | 3  | 1  | 2  | 203 | 217 | -14 |
| 4°   | Obras Basket             | 4   | 3  | 1  | 2  | 205 | 214 | -9  |

|  | Clasificadas al Final Four. |

Todos los horarios son en hora de Buenos Aires, Argentina, UTC -03:00
| 22 de septiembre de 2023, 17:00 | Félix Pérez                                                            | 66–80                | Malvín                                                                        | Buenos Aires, Argentina                                                                              |  |
|                                 | Parciales: 10-19, 21-25, 21-18, 14-18                                  |                      |                                                                               | |  |
|                                 | Estadísticas Ilze Jakobsone (23) Kourtni Perry (16) Ilze Jakobsone (4) | Reporte Pts Reb Asts | Estadísticas (33) Jenifer Muñoz (8) Carolina Fernandez (6) Carolina Fernandez | Pabellón: Estadio Obras Sanitarias Árbitros: Daniel García Fernando Leite Franco Anselmo Krivokapich |  |

| 22 de septiembre de 2023, 20:00 | Obras                                                                    | 68–76                | U de Chile                                                            | Buenos Aires, Argentina                                                                |  |
|                                 | Parciales: 20-30, 11-17, 14-16, 23-13                                    |                      |                                                                       |                                                                                        |  |
|                                 | Estadísticas Sidney Cooks (20) Candela Gentinetta (17) Camila Suarez (5) | Reporte Pts Reb Asts | Estadísticas (22) Tatiana Gomez (10) Tatiana Gomez (7) Javiera Campos | Pabellón: Estadio Obras Sanitarias Árbitros: Carlos Vélez Alan Dos Santos Aline García |  |

| 23 de septiembre de 2023, 17:00 | U de Chile                                                              | 57–51                | Félix Pérez                                                               | Buenos Aires, Argentina                                                                            |  |
|                                 | Parciales: 18-14, 16-16, 13-12, 10-9                                    |                      |                                                                           | |  |
|                                 | Estadísticas Javiera Novion (13) Barbara Cousiño (8) Javiera Novion (5) | Reporte Pts Reb Asts | Estadísticas (15) Isabelle Gradwell (11) Kourtni Perry (4) Ilze Jakobsone | Pabellón: Estadio Obras Sanitarias Árbitros: Daniel García Franco Anselmo Krivokapich Aline García |  |

| 23 de septiembre de 2023, 20:00 | Obras                                                                           | 57–52                | Malvín                                                                   | Buenos Aires, Argentina                                                                  |  |
|                                 | Parciales: 16-19, 14-14, 17-8, 10-11                                            |                      |                                                                          |                                                                                          |  |
|                                 | Estadísticas Valeria Fernandez (13) Candela Gentinetta (13) Dahomee Forgues (3) | Reporte Pts Reb Asts | Estadísticas (17) Jenifer Muñoz (8) Marlyn Vente (3) Agustina Jourdheuil | Pabellón: Estadio Obras Sanitarias Árbitros: Alan Dos Santos Carlos Vélez Fernando Leite |  |

| 24 de septiembre de 2023, 17:00 | Malvín                                                               | 78–53                | U de Chile                                                               | Buenos Aires, Argentina                                                                              |  |
|                                 | Parciales: 25- 15, 23-9, 15-14, 15-15                                |                      |                                                                          | |  |
|                                 | Estadísticas Jenifer Muñoz (23) Jenifer Muñoz (15) Jenifer Muñoz (5) | Reporte Pts Reb Asts | Estadísticas (18) Javiera Novion (8) Fernanda Serrano (4) Javiera Novion | Pabellón: Estadio Obras Sanitarias Árbitros: Carlos Vélez Alan Dos Santos Franco Anselmo Krivokapich |  |

| 24 de septiembre de 2023, 20:00 | Obras                                                                         | 80–86                | Félix Pérez                                                                   | Buenos Aires, Argentina                                                                |  |
|                                 | Parciales: 20-17, 16-29, 22-20, 22-20                                         |                      |                                                                               |                                                                                        |  |
|                                 | Estadísticas Sidney Cooks (22) Candela Gentinetta (10) Valeria Fernandez (10) | Reporte Pts Reb Asts | Estadísticas (23) Isabelle Gradwell (7) Isabelle Gradwell (10) Ilze Jakobsone | Pabellón: Estadio Obras Sanitarias Árbitros: Daniel García Fernando Leite Aline García |  |

## Final Four
|  | Semifinales    | Semifinales            | Semifinales    |                      |    | Final          | Final                  | Final          |  |
|  | 4 de noviembre | 4 de noviembre         | 4 de noviembre |                      |    | 5 de noviembre | 5 de noviembre         | 5 de noviembre |  |
|  |                |                        |                |                      |    |                |                        |                |  |
|  |                |                        |                |                      |    |                |                        |                |  |
|  | 1B             | Club Malvín            | 78             |                      |    |                |                        |                |  |
|  | 1B             | Club Malvín            | 78             |                      |    |                |                        |                |  |
|  | 2A             | Centauros de Chihuahua | 64             |                      |    |                |                        |                |  |
|  | 2A             | Centauros de Chihuahua | 64             |                      | 1B | Club Malvín    | 54                     |                |  |
|  |                |                        |                |                      | 1B | Club Malvín    | 54                     |                |  |
|  |                |                        | 1A             | Indeportes Antioquia | 74 |                |                        |                |  |
|  | 1A             | Indeportes Antioquia   | 1A             | Indeportes Antioquia | 74 | 82             |                        |                |  |
|  | 1A             | Indeportes Antioquia   |                |                      |    | 82             |                        |                |  |
|  | 2B             | Universidad de Chile   | 58             |                      |    | Tercer lugar   | Tercer lugar           | Tercer lugar   |  |
|  | 2B             | Universidad de Chile   | 58             |                      |    | Tercer lugar   | Tercer lugar           | Tercer lugar   |  |
|  |                |                        |                |                      |    |                |                        |                |  |
|  |                |                        |                |                      |    | 2A             | Centauros de Chihuahua | 94             |  |
|  |                |                        |                |                      |    | 2A             | Centauros de Chihuahua | 94             |  |
|  |                |                        |                |                      |    | 2B             | Universidad de Chile   | 99             |  |
|  |                |                        |                |                      |    | 2B             | Universidad de Chile   | 99             |  |
|  |                |                        |                |                      |    |                |                        |                |  |

### Semifinales
Todos los horarios son en hora de Rionegro, Colombia, UTC -05:00

#### (1B)Club Malvínvs. (2A)Centauros de Chihuahua
| 4 de noviembre, 17:00 | Malvín                                                                     | 78–64                | Centauros                                                               | Rionegro, Colombia                                                                                       |  |
|                       | Parciales: 25-15, 16-9, 22-12, 15-28                                       |                      |                                                                         | |  |
|                       | Estadísticas Jenifer Muñoz (28) María Jourdheuil (12) María Jourdheuil (6) | Reporte Pts Reb Asts | Estadísticas (17) Daniela Soto (9) Montserrat Oñate (4) Ivana Gutiérrez | Pabellón: Coliseo Ruben Darío Quintero Árbitros: Alan Dos Santos Micaela Prado Carla Cristel Peña Moreta |  |

#### (1A) Indeportes Antioquia vs. (2B)Universidad de Chile
| 4 de noviembre, 20:00 | Indeportes                                                       | 82–58                | U de Chile                                                            | Rionegro, Colombia                                                                    |  |
|                       | Parciales: 26-14, 24-8, 11-20, 21-16                             |                      |                                                                       |                                                                                       |  |
|                       | Estadísticas Yuliany Paz (15) Yuliany Paz (11) Mayra Caicedo (7) | Reporte Pts Reb Asts | Estadísticas (12) Tatiana Gómez (9) Javiera Campos (3) Antonia Andaur | Pabellón: Coliseo Ruben Darío Quintero Árbitros: Kristian Páez Aline García Fei Xiang |  |

### Tercer lugar

#### (2B)Universidad de Chilevs. (2A)Centauros
| 5 de noviembre, 17:00 | U de Chile                                                             | 99–94                | Centauros                                                                          | Rionegro, Colombia                                                                                    |  |
|                       | Parciales: 22-25, 16-20, 11-16, 27-15 (T.E.: 13-13, 10-5)              |                      |                                                                                    | |  |
|                       | Estadísticas Tatiana Gómez (39) Tatiana Gómez (25) Javiera Campos (11) | Reporte Pts Reb Asts | Estadísticas (37) Kristen Spolyar (8) K. Spolyar, K. Taylor (6) C. Saad, K. Taylor | Pabellón: Coliseo Ruben Darío Quintero Árbitros: Kristian Páez Aline García Carla Cristel Peña Moreta |  |

### Final

#### (1A) Indeportes Antioquia vs. (1B)Malvín
| 5 de noviembre, 20:00 | Indeportes                                                                  | 74–54                | Malvín                                                                | Rionegro, Colombia                                                                       |  |
|                       | Parciales: 15-10, 17-13, 25-9, 17-22                                        |                      |                                                                       |                                                                                          |  |
|                       | Estadísticas Valentina López (16) Yuliany Paz (19) C. López, M. Caicedo (4) | Reporte Pts Reb Asts | Estadísticas (20) Jenifer Muñoz (7) Carla Miculka (4) Florencia Somma | Pabellón: Coliseo Ruben Darío Quintero Árbitros: Alan Dos Santos Micaela Prado Fei Xiang |  |

## Distinciones
| Categoría                  | Ganadora |
| -------------------------- | --- |
| Jugadora Más Valiosa (MVP) | Mabel Martínez (Indeportes) |
| Quinteto ideal             | Jenifer Muñoz - Malvín (Base) Mabel Martínez - Indeportes Antioquia (Escolta) Kristen Spolyar - Centauros (Alera) Tatiana Gómez - U de Chile (Ala-Pívot) Yuliany Paz - Indeportes Antioquia (Pívot) |